# Palas de Rei
Palas de Rei és un municipi de la província de Lugo a Galícia. Pertany a la Comarca da Ulloa.

## Parròquies
| - Albá (Santiago) - Ambreixo (San Vicenzo) - Augas Santas (San Xurxo) - Berbetouros (San Miguel) - Cabana (Santiago) - O Carballal (San Sebastián) - Carteire (Santa María) - Coence (San Mamede) - Covelo (San Xoán) - Cuíña (Santa María) - Curbián (San Martiño) - Felpós (San Tomé) - Ferreira de Negral (San Martiño) - Filgueira (San Tomé) - Fontecuberta (Santa Mariña) - Laia (San Xoán) - Lestedo (Santiago) - Maceda (San Miguel) - Marzá (Santa María) - O Mato (San Xoán) - Meixide (San Pedro) - Merlán (San Salvador) | - Moredo (San Fiz) - Mosteiro de Devesa (Santiago) - Orosa (Santo André) - Palas de Rei (San Tirso) - Pambre (San Pedro) - Pidre (Santa María) - A Puxeda (Santa María) - Quindimil (San Miguel) - Ramil (San Martiño) - Remonde (San Miguel) - Ribeira (San Salvador) - Salaia (San Pedro) - San Breixo (Santa María) - San Cibrao da Repostería (San Cibrao) - San Mamede do Carballal (San Mamede) - San Miguel de Coence (San Miguel) - San Xiao do Camiño (San Xiao) - San Xusto da Repostería (San Xusto) - Ulloa (San Vicente) - Vilar de Donas (San Salvador) - Vilareda (San Pedro) |

## Història
La història de Palas de Rei es presenta intimamente unida a la cultura dels Castros, conservant encara avui nombroses restes arqueològics (mámoas, dòolmens i castros) testimonis d'un remot assentament. Segons la tradició el poble deu el seu nom pallatium regis al palau del rei visigot Vítiza, que regnaria entre els anys 702 i 710. A Palas, Vítiza hauria matat al duc de Galícia, Fafila, pare de Pelai I. El romànic entrà pel camí de Santiago, deixant la seva petjada en l'arquitectura religiosa, destacant l'església de Vilar de Donas, un dels referents principals del romànic gallec, declarada en 1931 monument històric-artístic. Les seves pintures murals formen un dels conjunts més destacats i millor conservats de Galícia.
Per aquí passava la via Lucus Augusti, i ja en el segle VI es constata la seva pertinença al comtat Ulliensis, sent l'edat mitjana un període de prosperitat per a la vila, en bona part gràcies al Camí de Santiago. El Còdex Calixtinus citava Palas com etapa obligada dels pelegrins per a afrontar els últims trams de la ruta jacobea. L'Ajuntament de Palas de Rei compta amb un ampli patrimoni artístic que reflecteix el passat senyorial d'aquestes terres, car conserva restes de fortaleses, torres, castells, així com diversos pazos i cases blasonades. Entre les construccions més rellevants poden citar-se: l'antiga casa-torre de Filgueira; la casa-torre de Fontecuberta; el Pazo de Laia que conserva l'escut d'armes dels comtes de Trava, del llinatge de la qual sortiria el fundador de Pambre; la casa de Ulloa, on els Saavedra, Montenegros, Gayosos, els Deza, s'identifiquen amb les seves armes i escuts familiars; el Pazo Mariñao; el Pazo de Pacheco, i finalment el Castell de Pambre, fortalesa alçada per Gonzalo Ozores de Ulloa el 1375, que va resistir la revolta irmandiña en 1467, convertint-se en un dels millors exemples de l'arquitectura militar de Galícia.
Palas fou protagonista també en la segona guerra carlina, va ser un dels escassos municipis en els quals va triomfar la revolta en 1846, constituint-se una Junta Revolucionària. Les terres de Palas de Rei van servir de font d'inspiració a escriptors com López Ferreiro, Álvaro Cunqueiro o Emilia Pardo Bazán, que va ambientar la seva obra més rellevant en el Pazo de Ulloa, on es diu que va residir la reina Urraca I de Castella.